# Niebezpieczny romans
Niebezpieczny romans – polski film fabularny z 1930 roku. Ekranizacja powieści Andrzeja Struga Fortuna kasjera Śpiewankiewicza. Pierwszy polski film stuprocentowy (dialogi utrwalone na płytach były nagrywane w trakcie rejestrowania na taśmie obrazu).

## Obsada
- Bogusław Samborski – Hieronim Śpiewankiewicz, kasjer w banku
- Betty Amann – Ada
- Helena Stępowska – żona Śpiewankiewicza
- Józef Orski – syn Śpiewankiewiczów
- Zula Pogorzelska – służąca
- Adolf Dymsza – adorator służącej
- Eugeniusz Bodo – przywódca bandy włamywaczy
- Kazimierz Krukowski – paser
- Paweł Owerłło – dyrektor banku
- Stefan Szwarc – Jańcio
- Lucjan Kraszewski – Lucek „Wykałaczka”
- Leon Recheński – Karaluch
- Kazimierz Rawicz – Laluś
- Czesław Raniszewski – Majsterek
- Antoni Adamczyk – Morda
- Oktawian Kaczanowski – główny kasjer banku
- E.M. Schummer – sekretarz dyrektora banku
- Leon Zajączkowski – chłopiec
- Lech Owron – detektyw
- Karol Hubert
- Henryk Rzętkowski
- Chór Dana

Powieść Andrzeja Struga została ponownie zaadaptowana dla potrzeb kina w 1972, gdy nakręcono film Fortuna.